# Anséric V de Montréal
Anséric V de Montréal (né vers 1170 - † avant 1223) est seigneur de Montréal à la fin du XIIe siècle et au début du XIIIe siècle. Il est le fils d'Anséric IV de Montréal, seigneur de Montréal, et de Sibylle de Bourgogne.

## Biographie
Au début du XIIIe siècle, après que le duc Eudes III de Bourgogne ait fondé l'abbaye du Val des Choues dans la forêt châtillonnaise, il fonde le prieuré de Vausse à proximité de son château de Châtel-Gérard.
Lors de la guerre de succession de Champagne, il est partisan de la comtesse Blanche de Navarre contre le prétendant Erard de Brienne. Il tient ses châteaux de Montréal et de l'l'Isle-sur-Serein alors que ses frères André et Gui combattent aux côtés d'Erard de Brienne.
À sa mort, il est inhumé avec son épouse au prieuré de Vausse qu'il avait fondé.

## Mariage et enfants
En 1200, il épouse Nicolette de Vergy (également parfois prénommée Simonette), fille d'Hugues de Vergy, seigneur de Vergy, et de son épouse Gisle de Traînel (ou Gillette), et donc sœur de la duchesse de Bourgogne Alix de Vergy, dont il a deux enfants :
- Anséric VI de Montréal, qui succède à son père.
- Gui de Montréal, trésorier à la cathédrale de Langres.

## Source
- Ernest Petit, Histoire des ducs de Bourgogne de la race capétienne, 1889.
- Ernest Petit, Seigneurie de Montréal-en-Auxois, 1865.